# Acrosorus schlechteri
Acrosorus schlechteri är en stensöteväxtart som beskrevs av Christ. Acrosorus schlechteri ingår i släktet Acrosorus och familjen Polypodiaceae. Inga underarter finns listade.